# Charles Leno Jr.
(en) Statistiques sur pro-football-reference
Charles Leno Jr., né le 9 octobre 1991 à Oakland, est un joueur américain de football américain. Il évolue au poste d'offensive tackle pour la franchise Washington Football Team en National Football League (NFL).
Il a joué au niveau universitaire pour les Broncos de Boise State avant d'être choisi par la franchise des Bears de Chicago au 7e tour de la draft 2014 de la NFL. Il y joue pendant sept saisons comme titulaire et reçoit une sélection pour le Pro Bowl,.
Après avoir été libéré par les Bears le 3 mai 2021, il signe le 12 mai un contrat d'un an avec la Washington Football Team.